# Mecécio
Mecécio (em latim: Mecetius), Mezécio (Mezetius) ou Mezézio (Mezezius; em grego: Μεζέζιος; romaniz.: Mezézios; em armênio: Մժեժ; romaniz.: Mžēž) foi nobre armênio que serviu como general bizantino e que, posteriormente, tentou usurpar o trono imperial na Sicília entre 668 e 669.

## Nome
Mecécio (Mecetius), Mezécio (Mezetius) ou Mezézio (Mezezius; em grego: Μεζέζιος; romaniz.: Mezézios) são as formas latinas do armênio Mezeze (Մժեժ, Mžēž), cuja origem é incerta. Foi registrado em grego como Mizízio (Μιζίζιος, Mizízios) por Teófanes, o Confessor, Mizizo ou Nizizo (Μιζιζός/Νιζιζός, Mizizós / Nizizós) por Jorge Mônaco, Nizízio (Νιζίζιος, Nizízios) por Simeão, o Logóteta e Mezêuxio (Μεζεύξιος, Mezeúxios) pelo papa Gregório II (r. 715–731).

## Vida

### Origem e carreira inicial
Segundo cronistas bizantinos, era armênio e "excessivamente formoso e bonito". Segundo Cyril Toumanoff, descendeu da principesca família Genúnio. Numa carta supostamente escrita pelo papa Gregório II (r. 715–731) ao imperador Leão III, o Isauro (r. 717–741), é referido como conde do Opsício — naquele tempo ainda não uma província, mas propriedade militar pessoal do imperador e campo do exército. O cronista siríaco do século XII Miguel, o Sírio, na chamada Crônica de 1234, também registra-o na posição de patrício.

### Usurpação e morte
Mecécio acompanhou o imperador Constante II (r. 641–668) em sua expedição italiana e siciliana. Quando Constante foi assassinado em 668 em Siracusa, na Sicília, Mecécio foi proclamado imperador contra sua vontade. Segundo uma suposta carta do papa Gregório II, os bispos sicilianos empurraram-no à rebelião, pois Constante era um herético por seu apoio ao monotelitismo, contudo, Mecécio foi incapaz de garantir apoio da população local ou das tropas imperiais. Miguel, o Sírio afirmou que a rebelião durou cerca de sete meses antes de ser suprimida, mas as fontes, e estudiosos modernos, dividem-se quanto a forma como isso se sucedeu.
Teófanes, o Confessor relata que o filho do imperador, Constantino IV (r. 668–685), pessoalmente liderou uma expedição à Sicília, onde executou Mecécio e os assassinos de seu pai, enquanto o Livro dos Pontífices relata que tropas lealistas da Itália e do Exarcado da África suprimiram a revolta, executaram e decapitaram Mecécio, e enviaram sua cabeça para Constantinopla como sinal de lealdade. Mecécio tinha um filho, João. 